# Пхакадзе Омар Лонгізонович
Омар Лонгізонович Пхакадзе (груз. ომარ ფხაკაძე; 8 грудня 1944, Кутаїсі — 21 травня 1993) — радянський трековий велогонщик. Заслужений майстер спорту, заслужений тренер, перший президент Федерації велоспорту Грузії. Учасник літніх Олімпійських ігор 1964, 1968 та 1972 років. Бронзовий призер літніх Олімпійських ігор 1972 року в спринті. Перший радянський велогонщик, який завоював олімпійську медаль на треку.

## Життєпис
Омар Пхакадзе почав займатися шосейним велоспортом у 15 років у секції тренера Джато Мепісашвілі. Перемогою у змагання на Кубок Грузії серед школярів привернув увагу тренера Гурама Джохарадзе, який переконав його переїхати до Тбілісі і перекваліфікуватися на трекові велогонки.
1963 року переміг на ІІІ Спартакіаді народів СРСР і відібрався у збірну СРСР на Олімпіаду в Токіо, на якій дійшов до стадії 1/8 фіналу.
Від 1963 до 1973 року беззмінний чемпіон СРСР у спринті.
1965 року став першим з радянських спринтерів, який виграв золоту медаль чемпіонату світу.
На Олімпійських іграх 1972 в Мюнхені в півфінальних заїздах поступився австралійському велогонщику Джону Ніколсону. У заїзді за третє місце завоював першу для СРСР олімпійську медаль на треку в поєдинку з голландцем Класом Балком.
В 1973 році у 28 років завершив спортивну кар'єру, ставши тренером.

## Цікаві факти
Омар Пхакадзе відомий за участю у фільмі Георгія Шенгелая «Хареба і Гогі», в якому зіграв одну з головних ролей разом з дворазовим олімпійським чемпіоном Леваном Тедіашвілі.